# لانگنس
لانگنس (به آلمانی: Langeneß) یک منطقهٔ مسکونی در آلمان است که در نوردفرایسلند واقع شده‌است. لانگنس ۱۲۷ نفر جمعیت دارد.